# Jaime Lloreda
Jaime Lloreda, né le 10 novembre 1980, à Colón, au Panama, est un joueur panaméen de basket-ball. Il évolue au poste de ailier fort-pivot.

## Palmarès
- Vainqueur du CentroBasket 2006
- 3e du CentroBasket 2010
- Finaliste des Jeux d'Amérique centrale et des Caraïbes 2006